# Шахта імені К. І. Поченкова
ДВАТ «Шахта ім. К. І. Поченкова» входить до ВАТ «Державна холдингова компанія „Макіїввугілля“».

## Опис
Стала до ладу 1967 року з проектною потужністю 1,2 млн т вугілля на рік. Основні запаси коксівного вугілля зосереджені на пластах М3, К8, L1. Нині шахта розроблює пласт М3. У роботі знаходиться один очисний вибій «5 західна лава пласта М3». Лава обладнана вуглевидобувним комплексом КМТ. Промислові запаси пласта, що розробляється, становлять 8 275 000 т.
Фактичний видобуток у 1999 році склав 167 тис. т, у 2000 — 41,4 тис. т. Роботи велися на горизонті 1100 м.
Шахта віднесена до небезпечних за раптовими викидами вугілля, породи і газу.
Відпрацьовувала пласт m3. У 2000 році працювала одна лава, оснащена комплексом КМТ.
У 1998 році шахта ім. К. І. Поченкова була об'єднана із шахтою «Чайкине» в одне шахтоуправління «Чайкине», яке відпрацьовує три пласти m3, l1, k8 потужністю 1,0-2,2 м з кутом падіння 2-30о. Пласти небезпечні щодо вибухів вугільного пилу.
У 1999 році працювало чотири лави по пласту m3 оснащені механічними комплексами (на шахті «Чайкіно» на глибині 658 та 908 м, на шахті ім. К. І. Поченкова — на горизонтах 784, 915 і 1035 м).
Адреса: 86131, Донецька обл., м. Макіївка.